# アーノルド・ミンデル

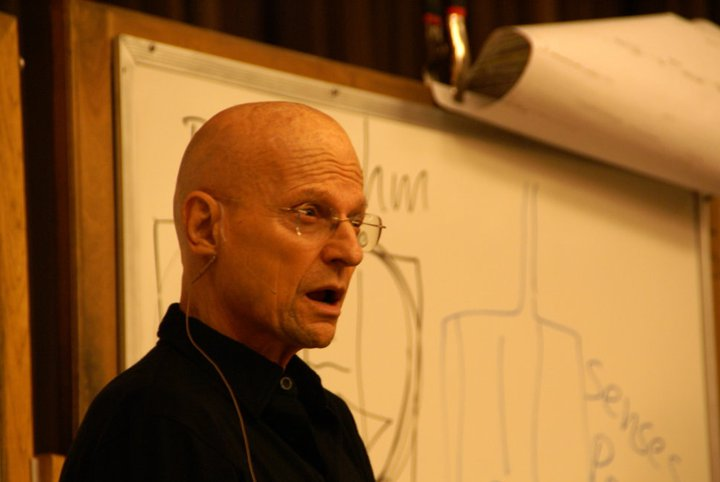
アーノルド・ミンデル

アーノルド・ミンデル（Arnold Mindell、1940年 - 2024年6月10日）は、アメリカ合衆国の心理学者。プロセス指向心理学、プロセスワークの主な創始者の一人。

## 生涯
アメリカ合衆国マサチューセッツ工科大学で物理学を学び、スイスのチューリッヒにあるユング研究所で分析心理学を学び、ユング派分析家となる。身体の体験、特に身体症状が夢に反映されるという点に魅了され、独自の研究を始める。

## ドリームボディの理論
1982年の初めての著書「ドリームボディ --- 自己（セルフ）を明らかにする身体」（日本語版の出版年は2002年）によって身体に夢と同じ象徴的なパターンをもった「プロセス」が起こることそしてその「プロセス」を扱う方法を発表、またその「プロセス」の意味に「気づく」ことが大事であると考えた。
また、その夢や身体症状といった「プロセス」を作り出している根源を「ドリームボディ」と呼んだ。（後に「ドリームボディ」は「ドリーミング」を経て、「ドリームランド」のレベルと「エッセンス」のレベルに分けて考えられるようになる。初期の「ドリームボディ」は現在の「Big U(You) ビッグ・ユー」のコンセプトに比較的近い。）
その後、彼は人間関係においても、「ダブルシグナル」と呼ばれる無意識的コミュニケーションなどを通して起っている「プロセス」を扱う方法を発見、人間関係の問題も取り扱うようになる。
さらに彼の関係性への興味は、米国のユダヤ人の家庭に生まれ、当時、社会的な葛藤の多かった、被差別体験をしやすい生い立ちからの気づきもあり、大きなグループでの葛藤の研究へと発展して行った。
彼は、グループにおいては、「プロセス」が「ロール（役目、役割や立場）」によって個人と同様に「シグナル」として現れて来ることを見出し、またそのグループの行動に影響を与えているがその場で明確には意識されていない「ゴーストロール（幽霊のような見えないロール）」も含め、その場において姿を現そうとしている全ての「ロール」に気づくことが大事であるとした。
また、その場に起ってくる、（内面的なものも含め）全てのロールを等しく大事にする「ディープ=デモクラシー（深層民主主義）」の態度が大事であると考えた。

## 研究の発展
身体症状と夢との関連性を見つけたところから始まった研究は、シャーマニズム、老子の思想や禅、易経、量子力学、コミュニケーション理論などの様々な研究から、またガンディーやマーティン・ルーサー・キング牧師などの市民社会運動などの考え方や活動からも大きな影響を受けた。
夢の理論を発展させることにより
個人の問題への取り組みや自己成長だけでなく、関係性のワーク、家族やグループとの取り組み、ムーブメントを使ったワーク、アートを使った取り組み、意識変容状態や極端な意識状態など、広大な範囲をカバーしつつ、統一された視点も提示してきた。
最近では、パートナーのエイミー・ミンデルとともに、米国オレゴン州を中心として、コーマワーク（臨死状態・植物状態・昏睡状態の人とコミュニケーションの可能性に取り組み、時には内的旅をサポートする為の技術）や、グループの葛藤解決（コンフリクト・レゾリューション）の色の強いワールドワークやオープンフォーラム、タウンミーティング等にも力を入れ、臨床を続ける一方で、教育とワークと研究のため世界中を飛び回っている。

## 著作
- Mindell, A. P. (1972). Synchronicity an investigation of the unitary background patterning synchronous phenomena (a psychoid approach to the unconscious). Thesis (Ph. D.). Union Graduate School, 1972. OCLC 9525294
- Mindell, A. (1977). The psychoid character of transference. New York: C.G. Jung Foundation. OCLC 10271804
- Mindell, A., Kropf, M., Harder, B. F., & Geiser, L. (1980). Upon these doorposts: How children grow in faith ; Leader's guide. Nappane, Ind: Evangel Press. OCLC 10289213
- Mindell, A. (1982). 『ドリームボディ』(第二版) Dreambody, the body’s role in revealing the self. Santa Monica, CA: Sigo Press. ISBN 0938434055
- Mindell, A. (1985). 『プロセス指向心理学』River’s way: the process science of the dreambody: information and channels in dream and bodywork, psychology and physics, Taoism and alchemy. London: Routledge & Kegan Paul. ISBN 0710206313
- Mindell, A. (1985). 『ドリームボディ・ワーク』Working with the dreaming body. London: Routledge & Kegan Paul. ISBN 0710204655
- Mindell, A. (1987). 『人間関係にあらわれる未知なるもの―身体・夢・地球をつなぐ心理療法』The dreambody in relationships. London: Routledge & Kegan Paul. ISBN 0710210728
- Mindell, A. (1988). City shadows: psychological interventions in psychiatry. London: Routledge. ISBN 0415001935
- Mindell, A. (1988). Theory & practice in transpersonal conflict resolution. The transpersonal vision. Berkeley, CA: Conference Recording Service. OCLC 19251135
- Mindell, A. (1989). 『昏睡状態の人と対話する』Coma: key to awakening. Boston: Shambhala. ISBN 0877734860
- Mindell, A. (1989). The year 1: global process work. New York: Arkana. ISBN 0140192107
- Mindell, A. (1990).『自分さがしの瞑想』 Working on yourself alone: inner dreambody work. New York, NY.: Arkana. ISBN 0014092018
- Mindell, A. (1991). The personal and global dreambody. San Francisco, CA: New Dimensions Foundation. OCLC 23804363
- Mindell, A. (1991). Your body speaks its dream. San Francisco, Calif: New Dimensions Foundation. OCLC 23804194
- Mindell, A. (1992).『うしろ向きに馬に乗る』 Riding the horse backwards: process work in theory and practice. New York, NY.: Arkana. ISBN 0140193200
- Mindell, A. (1992). The leader as martial artist: an introduction to deep democracy. San Francisco, CA: Harper. ISBN 0062506145
- Mindell, A. (1993). 『シャーマンズボディ』The shaman’s body: a new shamanism for transforming health, relationships, and community. San Francisco, CA: Harper. ISBN 0062506552
- Mindell, A. (1995). 『紛争の心理学』(抄訳)Sitting in the fire: large group transformation using conflict and diversity. Portland, OR: Lao Tse Press. ISBN 1887078002
- Mindell, A. (2000). 『24時間の明晰夢』Dreaming while awake: techniques for 24-hour lucid dreaming. Charlottesville, VA.: Hampton Roads. ISBN 1571741879
- Mindell, A. (2000). Quantum mind: the edge between physics and psychology. Portland, OR: Lao Tse Press. ISBN 1887078649
- Mindell, A: (2001). 『プロセス指向のドリームワーク』The dreammaker’s apprentice: using heightened states of consciousness to interpret dreams. Charlottesville, VA : Hampton Roads. ISBN 1571742298
- Mindell, A. (2002). 『ディープ・デモクラシー: 〈葛藤解決〉への実践的ステップ』The deep democracy of open forums: practical steps to conflict prevention and resolution for the family, workplace, and world. Charlottesville, VA: Hampton Roads. ISBN 1571742301
- Mindell, A. (2004). 『身体症状に「宇宙の声」を聴く』The quantum mind and healing: how to listen and respond to your body’s symptoms. Charlottesville, VA: Hampton Roads. ISBN 1571743952
- Mindell, A. (2007). 『大地の心理学―心ある道を生きるアウェアネス』Earth-Based Psychology: Path Awareness from the Teachings of Don Juan, Richard Feynman, and Lao Tse. Portland, OR: Lao Tse Press. ISBN 1887078754
- Mindell, A. (2010).  『プロセスマインド　ープロセスワークのホリスティック＆多次元的アプローチ』 ProcessMind: A User’s guide to Connecting with the Mind of God.  Wheaton, IL: Quest Books
- Mindell, A. (2017). Conflict: Phases, Forums, and Solutions: For our Dreams and Body, Organizations, Governments, and Planet. CreateSpace Independent Publishing Platform. ISBN 1540770443
- Mindell, A. (2019).  The Leader's 2nd Training: For Your Life and Our World. Tampa, FL: Gatekeeper Press. ISBN 1642374326

## 外部サイト
- amy and arny mindell からいくつかのページの翻訳その他
- 風使いの小屋　プロセス指向心理学、プロセスワーク、ワールドワーク、コーマワーク（昏睡状態の支援）などについて日本語で読めるページ - ウェイバックマシン（2005年1月31日アーカイブ分）